# Elementarånder
Elementarånder eller elementærånder er i mytologien ånder der har med elementerne at gøre.
Elementærånder kaldtes i folketroen de
ånder, som opholdt sig i og forestod de fire elementer:
ild (), jord (), luft (), og vand (). Allerede
hos Homer kommer den anskuelse flere
steder frem, at hele tilværelsen er befolket af
en mellem guder og mennesker stående art
af åndelige væsener, nymferne.
Senere, da forestillingen om de fire elementer, hvoraf alt
skulle være sammensat, var blevet almindelig, er der
af nymferne opstået fire grupper af væsener:
gnomerne i jorden, undinerne i vandet,
sylferne i luften og salamandrene i ilden; disse
udgør nu tilsammen elementærånder. I denne bogstavelige
forstand tager også Paracelsus elementærånder i sin afhandling
Liber de nymphis, sylphis, pygmaeis et salamandris et de caeteris spiritibus,
skønt hans lærer Agrippa af Nettesheim tidligere
havde givet elementærånder en mere subtil, filosofisk
fortolkning.
Efter Agrippas Opfattelse er det ikke elementærånder,
der opholder sig i elementerne, men disse, som
findes i ånderne. Alt skabt er sammensat af
de fire elementer, som findes lige så vel i
engle og dæmoner som i mennesker og dyr.
Men i de højere åndelige væsener indgår de
fire elementer ikke ligelig; i nogle er et, i
andre et andet element fremherskende, og alt
efter som det ene eller det andet element er
overvejende, kan man tale om elementærånder: ild-, jord-,
luft- og vandånder.
I 16. og 17. århundredes Faust-bøger og andre magiske skrifter, hvor dæmonernes
rangforordning er gennemført til de mindste
enkeltheder, indtager elementærånder den laveste plads i
rangen. Disse skrifter, især Fausts Magia naturalis et innaturalis,
kender ikke blot antallet af elementærånder,
men også navnene på de fleste af dem.
I Goethes Faust personificeres ild med salamander, jord med kobold, vand med undine og luft med sylfe.